# Грейнер, Отто
Эрнст Отто Грейнер (нем. Ernst Otto Greiner; 16 декабря 1869, Лейпциг — 24 сентября 1916, Мюнхен) — немецкий художник и график.

## Жизнь и творчество
В 1884 году юный Грейнер начинает изучать искусство литографии в лейпцигском институте Ю.Клинкхардта. Затем, в 1888—1891 годах он обучается в Мюнхенской академии художеств. В 1891 О. Грейнер совершает первое учебное путешествие по Италии, во время которого знакомится и завязывает дружеские отношения с художником Максом Клингером. После возвращения из-за границы Грейнер в 1892—1898 годах живёт в Мюнхене и в Лейпциге. В 1898 году О. Грейнер вновь приезжает в Рим, и живёт там в прежней мастерской М.Клингера близ Колизея. Из этого времени происходит написанный М.Клингером портрет художника (1905 года). В начале 1915 года, в связи в начавшейся Первой мировой войной О. Грейнер был вынужден уехать из Италии в Германию, и живёт вплоть до своей смерти в 1916 году в Мюнхене.
О. Грейнер был одним из выдающихся мастеров немецкого югендштиля. Был автором ряда крупноформатных полотен, таких, как неоконченное и оставленное из-за бегства из Италии Триумф Венеры, а также Школа ведьм, Одиссей и сирены (над которой художник работал 3 года; пропала во время Второй мировой войны), Прометей, Геркулес у Омфалы. Был автором цикла полотен Про женщин (Über die Frauen). Особой заботой мастера была точная графическая передача на холсте темы, в особенности изображения человеческого тела. Кроме произведений на мифологические и исторические темы, которым, кроме полотен, были посвящены и 112 графических работ, О. Грейнер создаёт также портреты, изображения обнажённой натуры, произведения на фантастические сюжеты. Ряд работ, в частности Геркулес у Омфалы, художником не были закончены вследствие его внезапной кончины.

## Галерея

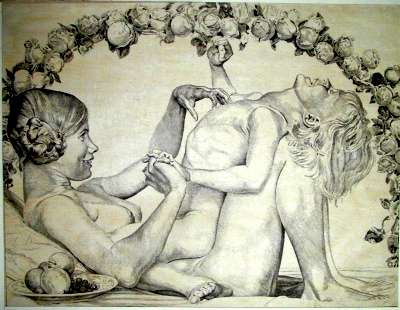
Радость жизни (1915)
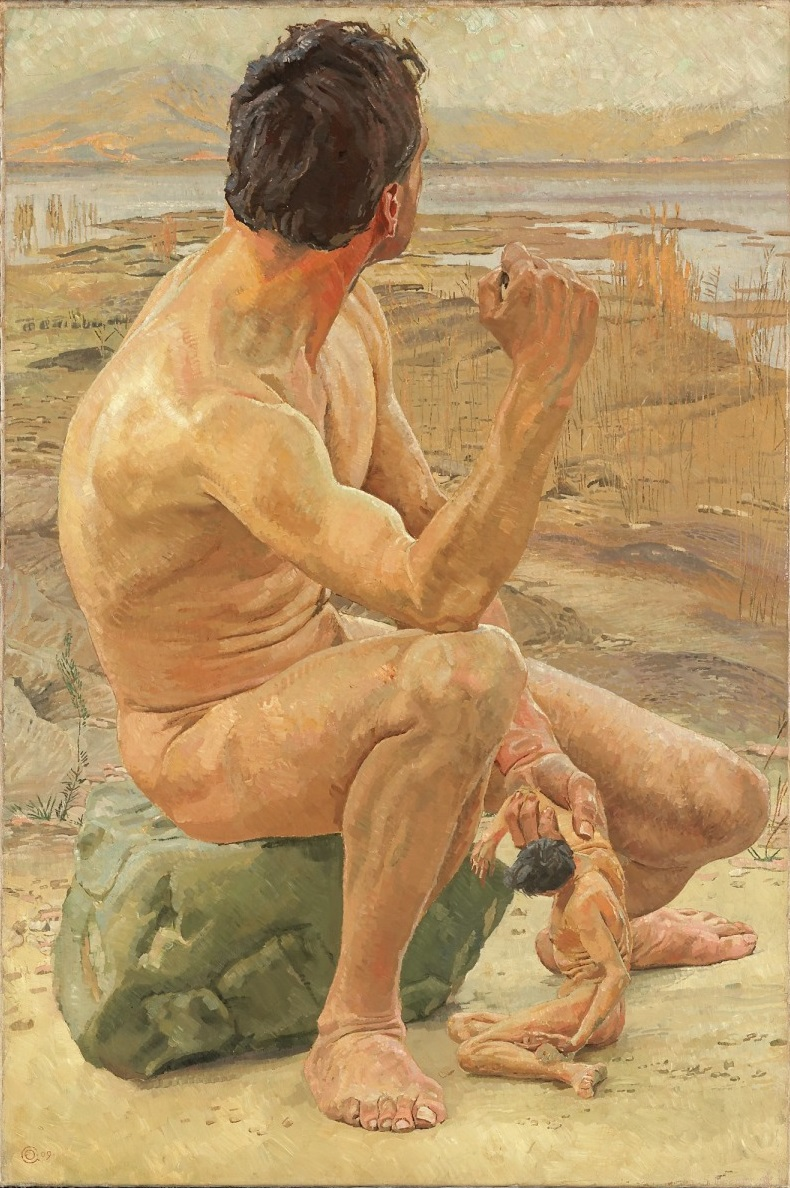
Прометей
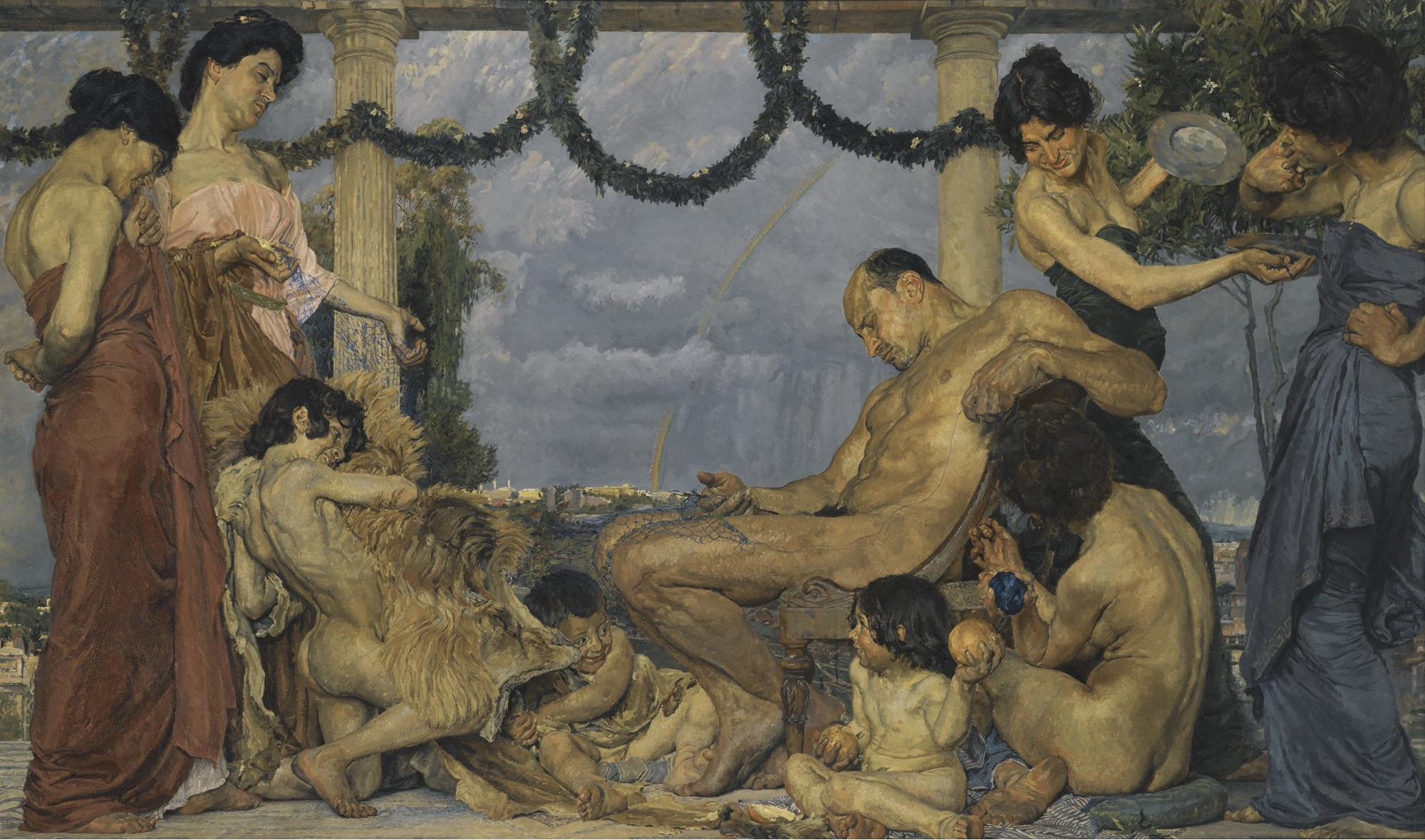
Геркулес у Омфалы
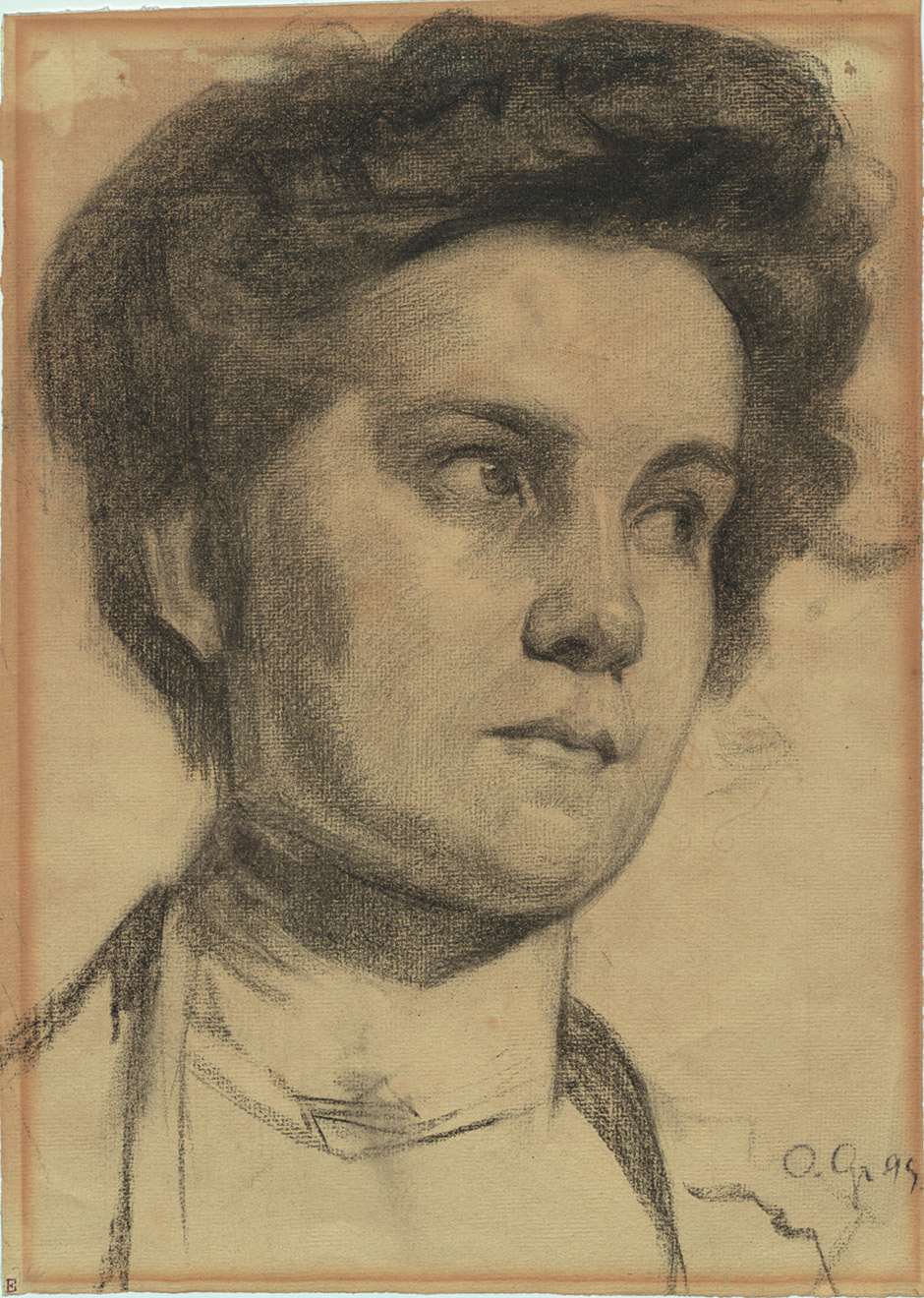
Портрет жены, Наннины Грейнер (1895)
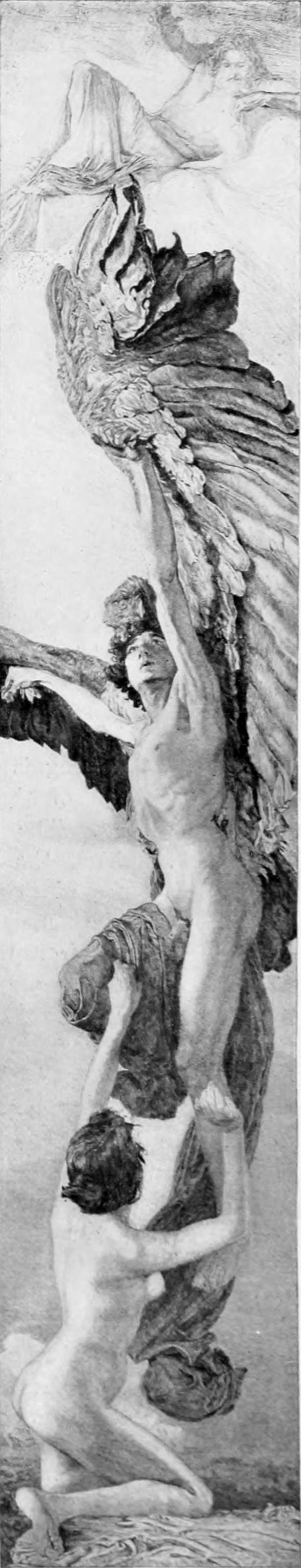
Ганимед